# Houdetot
Houdetot es una comuna francesa situada en el departamento de Sena Marítimo, en la región de Normandía.

## Demografía
| 193 | 167 | 153 | 135 | 136 | 135 | 189 |
| Para los censos de 1962 a 1999 la población legal corresponde a la población sin duplicidades (Fuente: INSEE [Consultar]) |     |     |     |     |     |     |